# Aquatrainer

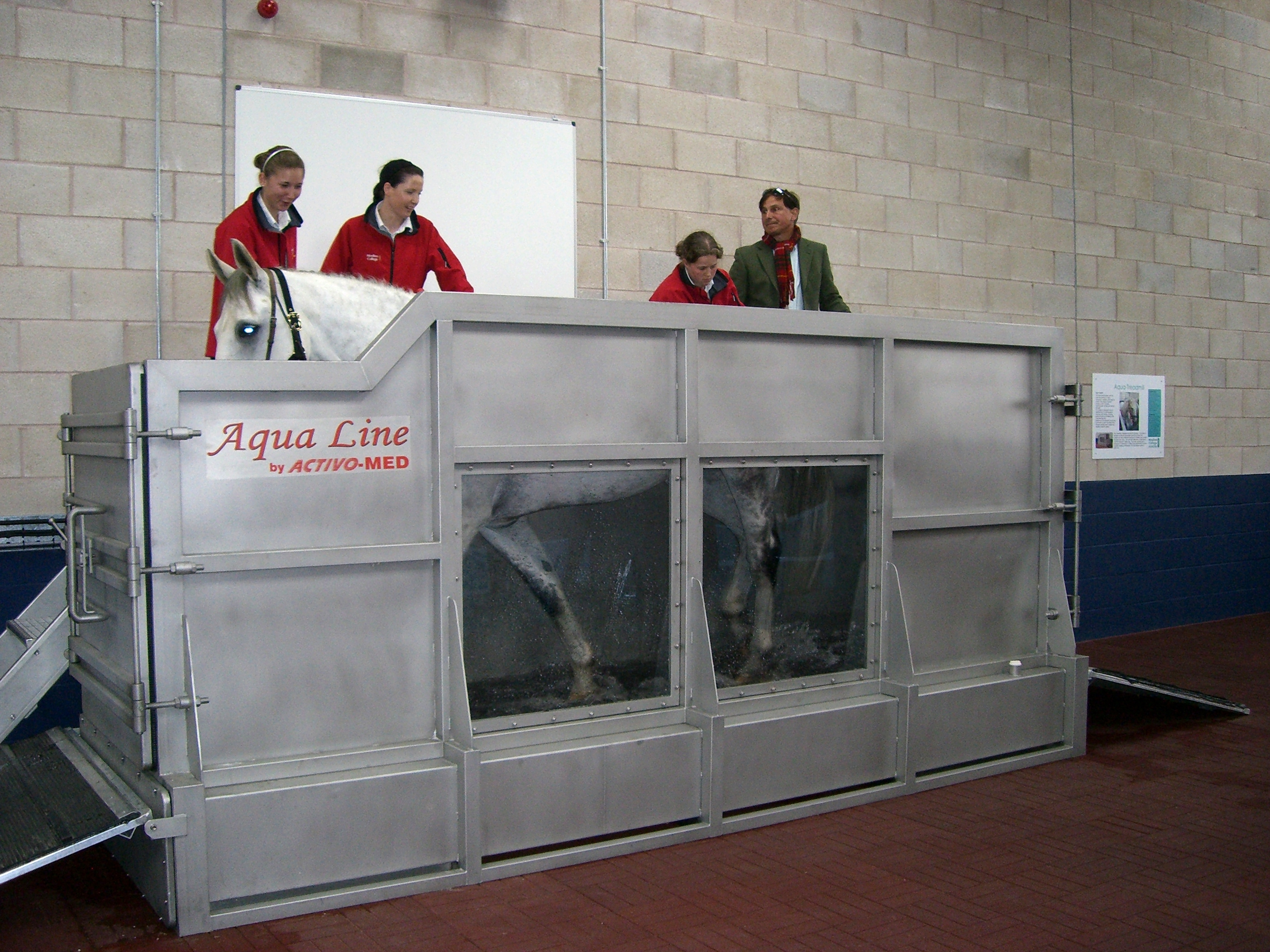
Pferd im Aquatrainer

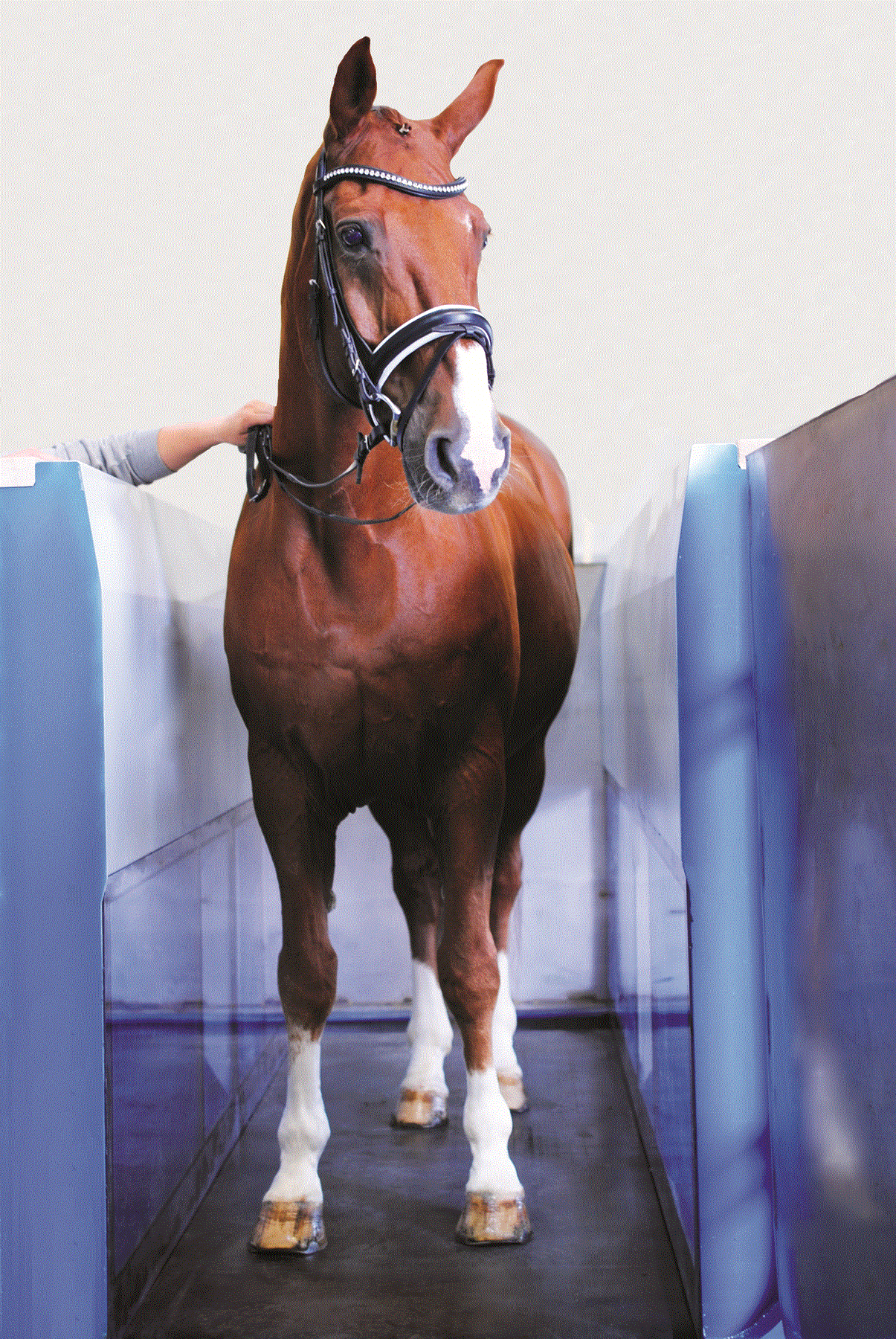
Hannoveraner im Aquatrainer

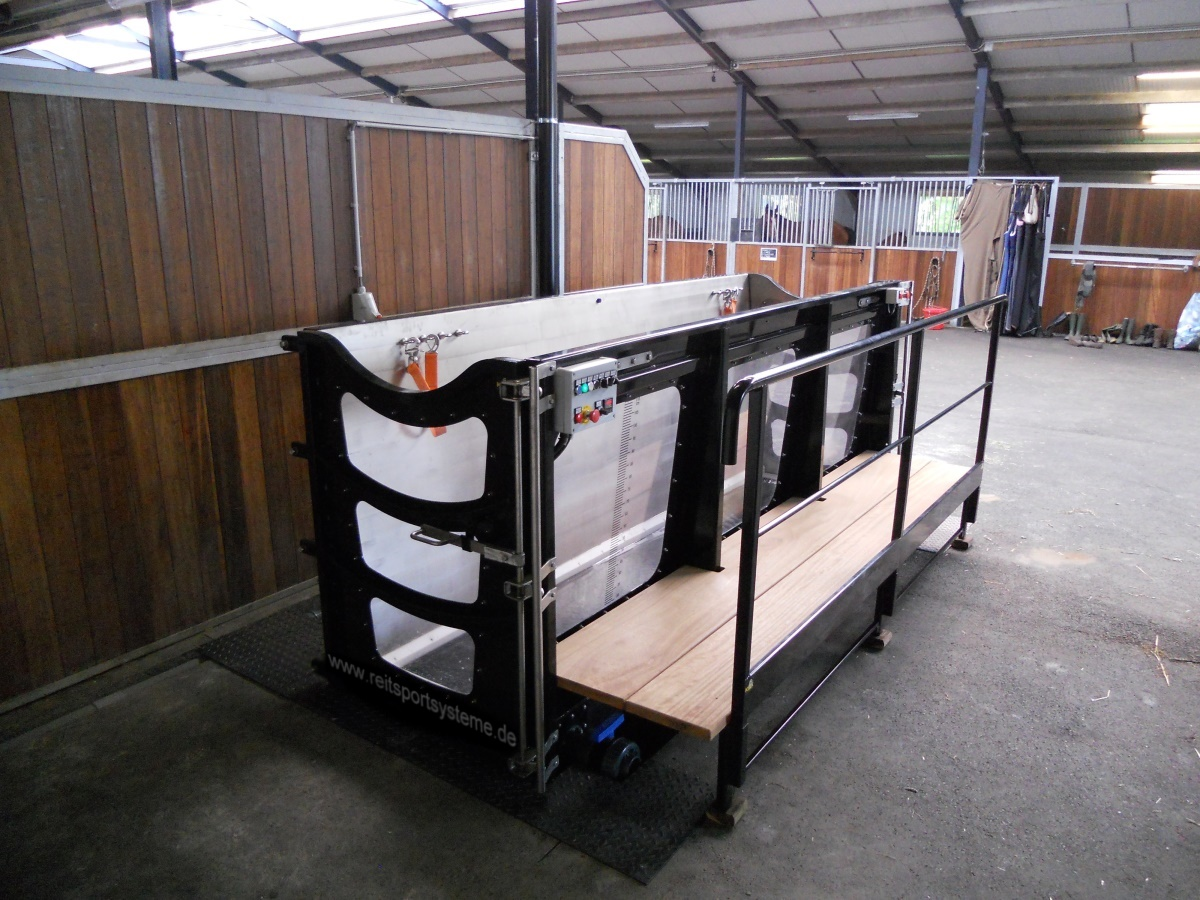
Aquatrainer und Laufband

Ein Aquatrainer ist ein Laufband für Pferde oder Hunde, das in einem Container installiert ist, der mit Wasser geflutet werden kann. Im Aquatrainer bewegt sich das Pferd in seinen typischen und natürlichen Gangarten Schritt und Trab. Die Geschwindigkeit des Laufbandes, die Wasserhöhe, die Trainingsdauer und die Trainingsintensität werden individuell reguliert. Herz, Kreislauf und Atmung können fortwährend überprüft werden.

## Aquatraining
Moderne Methoden der Pferdehaltung, insbesondere bei Sportpferden, machen ergänzende Trainings- oder Rehabilitationsmaßnahmen erforderlich. Bewegung im Wasser kennt man seit langem für den Menschen als Wassergymnastik oder Aquafitness zum Muskel- und Konditionstraining, da die Schwerkraft im Wasser teilweise aufgehoben ist und nicht das volle Gewicht auf Muskeln und Gelenken lastet.
Anders als im Humanbereich wird beim Aquatrainer das zu behandelnde Pferd zunächst ebenerdig oder über eine Einstiegsrampe in den Container geführt. Anschließend wird die Wanne wasserdicht verschlossen und mit Wasser geflutet. Das Wasser bietet einen leichten Widerstand, der zur vermehrten Kraftentwicklung in der Hinterhand des Pferdes führt und so zur Bewegung und zum Aufbau der langen Rückenmuskeln beiträgt. Zu starker Schwung wird vom Wasser schonend gebremst. Zugleich kühlt das Wasser beanspruchte Muskeln und Gelenke. Muskeln, Bänder, Sehnen und Gelenke können schonend gekräftigt werden.
Ziel des Trainings oder der Rehabilitation von Sportpferden ist es, den Körper in seinen typischen Funktionen und Leistungen zu regenerieren, zu erhalten oder zu verbessern. Sobald der Container eines Aquatrainers geflutet ist, werden die Pferde im Aquajogging trainiert. Dabei werden sie in Schritt und Trab bei verschiedenen Wassertiefen und regulierbarer Geschwindigkeit und Trainingsdauer unter ständiger Beobachtung gearbeitet. Während des Trainings können die Pulswerte der Pferde, die Geschwindigkeit, sowie die zurückgelegte Strecke über ein Computer-Monitorsystem überwacht werden. Damit ist eine Überbelastung der Pferde vermeidbar. Auch Intervall-Trainingsabläufe sind möglich.
Weiterhin wird diese Methode auch bei Hunden angewandt, um die Leistungsfähigkeit, insbesondere nach neurologischen Erkrankungen, zu verbessern.